# Ловен, Аня Ринггрен
Аня Ринггрен Ловен (дат. Anja Ringgren Lovén) — основательница благотворительной организации DINNødhjælp, которая с 2012 года защищает и спасает детей, обвиняемых в том, что они — ведьмы. Ловен стала известна в 2016 году, когда фотография с одной из её акций по спасению детей-ведьм стала вирусной. На снимке Аня сидит на корточках перед маленьким голым голодным мальчиком, которому она даёт воду из своей бутылки. Впоследствии Аня отвела мальчика в детский центр в Нигерии, где он чудом выжил. Она назвала своего подопечного именем Хоуп (от англ. hope — «надежда»), и операция по его спасению стала главным катализатором в борьбе Ловен за то, чтобы рассказать остальному миру о детях-ведьмах и суевериях, преобладающих в Нигерии.

## Карьера
В 1998 году Аня окончила гимназию Фредериксхавна. После школы Ловен поехала со своей сестрой-близнецом в Израиль в кибуц и провела следующие пару лет, путешествуя по Ближнему Востоку. В 2001 году она прошла обучение на бортпроводника в Maersk Air, но шесть месяцев спустя Ловен уволилась с работы, чтобы ухаживать за своей матерью, у которой был обнаружен рак легких. После смерти матери Ловен сначала переехала в Ольборг в 2002 году, а несколько лет спустя в Орхус, где устроилась в магазин одежды в галерее Брууна. Позже она стала менеджером магазина сети Butler Loft.
В 2009 году Аня на три месяца поехала в Малави в качестве наблюдателя от Национальной церковной помощи. Вернувшись домой, она начала собирать деньги на проект ремонта школы в Танзании, куда она отправилась уже самостоятельно. В 2012 году Аня основала DINNødhjelp, работая продавцом в магазине одежды RAW в Орхусе. В следующем году она уволилась с работы и продала все, что у неё было, чтобы осуществить свою мечту — спасать так называемых «детей-ведьм» в Нигерии, которых обвиняют в том, что они ведьмы, подвергают остракизму или запытывают до смерти из-за широко распространенных в Нигерии суеверий.
В 2014 году, чтобы открыть приют в Нигерии, Ловен и нигерийский студент юридического факультета Дэвид Эммануэль Умем основали дочернюю организацию DINNet Relief — African Children’s Aid, Education and Development Foundation (ACAEDF).
В 2015 году Ловен и Умем купили большой участок земли в штате Аква-Ибом в Нигерии, где с помощью «Инженеров без границ» построили детский центр «Земля надежды» с детской больницей и бизнес-школой. «Земля надежды» — это огороженный участок площадью три акра, на котором могут разместиться 100 детей. Он призван обеспечить безопасную и любящую среду для детей и в то же время является важным элементом борьбы с суевериями в стране.
Ловен работает и живёт поочередно в Дании и Нигерии, где руководит службой помощи DINNet и возглавляет Land of Hope вместе с Umem.
С 2014 года Ловен читает лекции о том, что значит продавать все, что у вас есть, чтобы осуществить свою мечту. На лекциях она также рассказывает, среди прочего, о жизни в Детском центре «Земля надежды» и о суевериях в Нигерии. Сегодня она является одним из самых посещаемых ораторов в Дании.

## Личная жизнь
Аня Ринггрен Ловен родилась и выросла в Фредериксхавне.
В личной жизни партнёром Ани является нигериец Дэвид Эммануэль Умем, у них есть общий сын Дэвид-младший, родившийся 13 августа 2014 года.

## Документальные интервью
Ловен снялась в нескольких документальных фильмах о своей работе в Нигерии. Среди датских документальных фильмов такие как: «Helvedes Helte» (DR2), «En dansker redder verden — Anja Ringgren Lovén» (DR), «Anja og Heksebørnene» (DR2) и «Anjas Afrika» (DR). Кроме того, в 2018 году она снялась в немецком документальном фильме: «Hexenkinder in Nigeria: Diese Heldin retted ihnen das Leben».

## Достижения
- Журнал ОООМ «Самый вдохновляющий человек в мире», 2016 год[15][16]
- Медаль Нильса Эббесена, 2016 год[17].
- Стипендия Пола Харриса, 2017 год[18]
- Премия Надежды 2017[19].

Кроме того, Ловен была номинирована на премии Danes of the Year и Nordjyske Initiative Award 2015.
Работа Ани Ловен в Нигерии была признана Далай-ламой, который пригласил Ловен в Индию, чтобы лично поблагодарить и выразить признательность за работу, которую она проводит в Нигерии. Запись этой встречи включена в документальный фильм «Anja’s Orphanage» на DR2 23 апреля 2018 года.